# Inimicus brachyrhynchus
Inimicus brachyrhynchus är en fiskart som först beskrevs av Bleeker, 1874.  Inimicus brachyrhynchus ingår i släktet Inimicus och familjen Synanceiidae. Inga underarter finns listade i Catalogue of Life.